# Якоби, Виктор
Ви́ктор Я́коби (венг. Jacobi Victor, 27 октября 1883—10 декабря 1921) — венгерский композитор, классик венгерской оперетты.

## Биография
Учился в будапештской Музыкальной академии, где среди студентов были Имре Кальман и Альберт Сирмаи. Они с Кальманом подружились, и когда первая оперетта Якоби («Надменная принцесса», 1904) была доброжелательно встречена венгерской публикой, Кальман по совету Якоби также начал писать оперетты.
Оперетты Якоби ставились во многих странах Европы и в США. Среди самых популярных оперетт Якоби — «Ярмарка невест» (1911) и «Сибилла» (1914), однако начавшаяся Первая мировая война сорвала премьеру «Сибиллы» в странах Антанты. После войны Якоби совершил поездку в США на постановку своей оперетты «Письмо любви», однако неожиданно умер в возрасте всего 38 лет.

## Оперетты

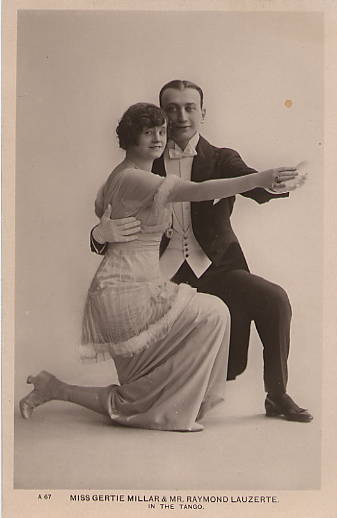
Открытка с Герти Миллар и Раймондом Лозерти в оперетте «Ярмарка невест», 1913.

- 1904: Надменная принцесса (A rátartós királykisasszony)
- 1905: Храбрый гусар (Legvitézebb Huszár)
- 1906: Фея горного озера (A tengerszem tündére)
- 1907: Шиповник (Tüskerózsa)
- 1908: Быть или не быть (Van, de nincs)
- 1909: Яношка (Jánoska)
- 1911: Ярмарка невест (Leányvásár)
- 1914: Сибилла (Szibill)
- 1919: Яблоневый цвет (Apple Blossoms), совместно с Фрицем Крейслером
- 1921: Письмо любви (The Love Letter)

Наибольшей популярностью пользуется «Ярмарка невест», которая была трижды экранизирована (1918, 1941, 1982).

## Постановки в России
Первая постановка оперетты Якоби в России состоялась в петербургском театре «Буфф», где «Ярмарка невест» шла под названием «Купленная жена» (1912). Далее последовали «Сибилла» (1918, театр «Пассаж», Петроград), снова «Ярмарка невест» (1912, Петербург, Москва). Впоследствии «Ярмарка невест» неоднократно ставилась на советской сцене: 1935 (Ленинградский театр оперетты), 1948 (Львовский театр музыкальной комедии) и др.